# Kuta Blang (Banda Sakti)
Kuta Blang is een bestuurslaag in het regentschap Lhokseumawe van de provincie Atjeh, Indonesië. Kuta Blang telt 4458 inwoners (volkstelling 2010).